# Múzeumi Füzetek
Múzeumi Füzetek címen több kiadvány is élt és él Erdélyben.
1. Az EME természettudományi szakosztályának, valamint az ásvány-, növény- és állattáraknak az értesítője. Apáthy István zoológus egyetemi tanár indította. 1906-ban három, 1907-ben két, 1909-ben három számmal rendszertelenül jelentkezett, majd 1911-től a három múzeumi tár szerint három független részre szakadt. Ezek közül az ásványtár Szádeczky-Kardoss Gyula szerkesztette értesítője jelent meg pontosan 1919-ig. A növénytár értesítőjét Győrffy István szerkesztésében Botanikai Múzeumi Füzetek c. alatt 1915-től 1919-ig adták ki, míg az állattani értesítő számaiból ezen időszakban csak különlenyomatokat ismerünk. A Múzeumi Füzetek tárgyköre 1930 és 1944 között az Erdélyi Múzeum hátsó laptestében külön fejléc alatt szerepelt.
2. A székelyudvarhelyi Haáz Rezső Kulturális Egyesület kiadásában 1991 óta megjelenő sorozat helyi tudományos közlésekkel. Felelős szerkesztő Zepeczaner Jenő. Itt publikálta például 1997-ben Tiboldi István állatorvos Modern biotechnológia című tanulmányát. Itt publikálja ökológiai, környezetvédelmi írásait Vizauer Tibor biológus.
3. Az EME 1992-ben újraindította a régi Múzeumi Füzeteket, amely sorozat 2006-tól Acta Scientiarum Transylvanica névvel jelenik meg.